# Ogmophora peringueyi
Ogmophora peringueyi is een keversoort uit de familie loopkevers (Carabidae). De wetenschappelijke naam van de soort is voor het eerst geldig gepubliceerd in 1896 door Tschitscherine.